# Craugastor tarahumaraensis
Craugastor tarahumaraensis is een kikker uit de familie Craugastoridae. De soort werd voor het eerst wetenschappelijk beschreven door Taylor in 1940. Oorspronkelijk werd de wetenschappelijke naam Eleutherodactylus tarahumaraensis gebruikt.
De soort komt voor in delen van Midden-Amerika en leeft endemisch in Mexico. Craugastor tarahumaraensis wordt bedreigd door het verlies van habitat.